# 55 km (obwód leningradzki)
55 km (ros. 55 км) – przystanek kolejowy w miejscowości Posadnikow Ostrow, w rejonie kiriskim, w obwodzie leningradzkim, w Rosji. Położony jest na linii Mga – Budogoszcz.